# Овчарня (Мазовецьке воєводство)
Овчарня (пол. Owczarnia) — село в Польщі, у гміні Брвінув Прушковського повіту Мазовецького воєводства.
Населення — 1348 осіб (2011).

## Демографія
Демографічна структура станом на 31 березня 2011 року:
|          | Загалом | Допрацездатний вік | Працездатний вік | Постпрацездатний вік |
| -------- | ------- | ------------------ | ---------------- | -------------------- |
| Чоловіки | 664     | 157                | 437              | 70                   |
| Жінки    | 684     | 126                | 422              | 136                  |
| Разом    | 1348    | 283                | 859              | 206                  |